# Rivière Cachée (rivière du Diable)
Pour les articles homonymes, voir Rivière Cachée.
La rivière Cachée est un affluent de la rive est de la rivière du Diable, coulant au nord du fleuve Saint-Laurent, dans le parc national du Mont-Tremblant, dans la région administrative des Laurentides, au Québec, au Canada. La rivière Cachée traverse les municipalités régionales de comté suivantes :
- MRC Antoine-Labelle : le territoire non organisé de la Baie-des-Chaloupes ;
- MRC Les Laurentides : les municipalités de Labelle, Lac-Tremblant-Nord et Mont-Tremblant.

Ce cours d’eau coule entièrement en zone forestière, sans villégiature. Le courant traverse six lacs (à partir de l’amont) : lac Kerr, lac à Labelle, lac Lormont, lac Caché, Petit lac Caché et le lac Fontaine.
La surface de la rivière Cachée est généralement gelée de la mi-décembre jusqu’en fin mars. Historiquement, la foresterie et les activités récréotouristiques ont été les activités dominantes de ce bassin versant. 

## Géographie
La rivière Cachée prend sa source à l’embouchure du lac Filament (longueur : 0,5 km ; altitude : 472 m) dans le parc national du Mont-Tremblant. Par sa forme tout en longueur, la désignation du lac a été choisie pour sa ressemblance à un filament d’une ampoule électrique.
L’embouchure du lac Filament est située à 26 km au nord du village de la montagne de Mont-Tremblant, à 27,9 km au nord de la confluence de la rivière Cachée et à 13,4 km au nord-est du centre du village de La Macaza. Le lac Filament est situé à 0,9 km à l'est du sommet de la montagne de la Tour où jadis il y avait une tour de surveillance des feux de forêt.
À partir de l’embouchure du lac Filament, la rivière Cachée coule sur 34,5 km, selon les segments suivants :
Cours supérieur de la rivière (segment de 15,0 km)
- 1,4 km vers le sud-ouest dans la réserve faunique Rouge-Matawin, en traversant le lac Kerr (longueur : 0,4 km ; altitude : 450 m) en fin de segment, jusqu’à son embouchure ;
- 6,3 km vers le sud-ouest en recueillant la décharge (venant du nord-ouest) du lac Éveline, puis en traversant le lac à Labelle (longueur : 1,7 km ; altitude : 327 m) en fin de segment, jusqu’à son embouchure. Note : La limite de la réserve faunique Rouge-Matawin débute au milieu du lac à Labelle ; et en aval, la rive est de la rivière Cachée constitue la limite ;
- 1,5 km vers le sud-ouest, en traversant le lac Lormont (longueur : 1,6 km ; altitude : 323 m) jusqu’à son embouchure ;
- 5,8 km vers le sud-ouest, puis vers le sud-est en traversant le lac Caché (longueur : 4,6 km ; altitude : 314 m), jusqu’au barrage à son embouchure. Note : Ce barrage est situé au pied (côté est) de la montagne Ronde dont le sommet atteint 384 m.

Cours inférieur de la rivière (segment de 19,5 km)
- 2,1 km vers le sud-ouest, en traversant le Petit lac Caché (longueur : 0,7 km ; altitude : 272 m), jusqu’à son embouchure ;
- 1,1 km vers le sud-est, jusqu’au la limite de la municipalité de Labelle ;
- 3,5 km vers le sud dans Labelle, jusqu’à la confluence de la Petite rivière Cachée (venant du nord-est) ;
- 0,8 km vers le sud-ouest, en serpentant jusqu’à la limite de la municipalité de Lac-Tremblant-Nord ;
- 1,7 km vers le sud-ouest, en serpentant en zone de marais, jusqu’à la rive nord-est du lac Tremblant ;
- 8,3 km vers le sud-est, en traversant le lac Tremblant, jusqu’au pont des Chutes situé à l’embouchure du lac ;
- 2,0 km vers le sud, jusqu’à la confluence de la rivière. Note : Ce dernier segment délimite les municipalités de Labelle et de Lac-Tremblant-Nord[2].

La rivière Cachée se déverse dans un coude de rivière sur la rive nord de la rivière du Diable. Cette confluence est localisée du côté sud-ouest du parc national du Mont-Tremblant dans la municipalité de Mont-Tremblant. Plus spécifiquement, cette confluence est située à :
- 1,8 km à l'est du village de Mont-Tremblant et à l'est du Mont Plaisant ;
- 1,8 km au nord-ouest du lac Ouimet ;
- 8,1 km au nord-ouest du centre-ville de Saint-Jovite.

## Toponymie
Le toponyme rivière Cachée a été officialisé le 5 décembre 1968 à la Commission de toponymie du Québec.